# Cmentarz żydowski w Jezioranach
Cmentarz żydowski w Jezioranach – kirkut położony jest przy obecnej ul. Mikołaja Kopernika. Powstał w pierwszej połowie XIX stulecia. Prawdopodobnie w 1816 roku w mieście zamieszkali pierwsi Żydzi. Ostatni pogrzeb na terenie nekropolii odbył się w 1938 roku. Kirkut został zniszczony przez nazistów, nie zachowały się żadne elementy macew. Jego teren został częściowo zabudowany, dzisiaj mieści się tu remiza strażacka. Powierzchnia kirkutu to 0,07 ha.